# 謝津基夫
50°23′39″N 31°14′13″E / 50.39417°N 31.23694°E
塞曾基夫（烏克蘭語：Сезенків）是位於烏克蘭北部的村莊，由基辅州布羅瓦里區的巴里希夫卡市鎮負責管轄。該村始建於1500年，面積4.76平方公里，海拔高度103米，2001年人口735，人口密度每平方公里154.4人。